# Rotten Apples
Rotten Apples to kompilacja największych przebojów grupy The Smashing Pumpkins. W Stanach Zjednoczonych została wydana razem ze składanką Judas 0, do dziś sprzedając się tam w ponad 700 tys. egzemplarzy. Ostatni utwór na albumie, "Untitled", został wydany jako singel.
Ironiczny tytuł kompilacji (z ang. zgniłe jabłka) to również nazwa B-side'a z singla "Tonight, Tonight".

## Lista utworów
Istnieją dwie wersje Rotten Apples: amerykańska i międzynarodowa. Pierwsza z nich zawiera piosenkę "Landslide", którą w drugiej z nich zastępuje "Try, Try, Try".

### Wersja amerykańska
1. "Siva" – 4:21
2. "Rhinoceros" – 5:53
3. "Drown" – 4:30
4. "Cherub Rock" – 4:59
5. "Today" – 3:22
6. "Disarm" – 3:18
7. "Landslide" – 3:10
8. "Bullet with Butterfly Wings" – 4:17
9. "1979" – 4:23
10. "Zero" – 2:41
11. "Tonight, Tonight" – 4:15
12. "Eye" – 4:54
13. "Ava Adore" – 4:21
14. "Perfect" – 3:22
15. "The Everlasting Gaze" – 4:02
16. "Stand Inside Your Love" – 4:13
17. "Real Love" – 4:10
18. "Untitled" – 3:51

### Wersja międzynarodowa
1. "Siva" – 4:21
2. "Rhinoceros" – 5:53
3. "Drown" – 4:30
4. "Cherub Rock" – 4:59
5. "Today" – 3:22
6. "Disarm" – 3:18
7. "Bullet with Butterfly Wings" – 4:17
8. "1979" – 4:23
9. "Zero" – 2:41
10. "Tonight, Tonight" – 4:15
11. "Eye" – 4:54
12. "Ava Adore" – 4:21
13. "Perfect" – 3:22
14. "The Everlasting Gaze" – 4:02
15. "Stand Inside Your Love" – 4:13
16. "Try, Try, Try" – 5:09
17. "Real Love" – 4:10
18. "Untitled" – 3:51

## Pozycje na listach

### Album
| Rok  | Notowanie                         | Pozycja |
| ---- | --------------------------------- | ------- |
| 2001 | Top Canadian Albums               | 5       |
| 2001 | New Zealand Album Charts          | 5       |
| 2001 | UK Album Charts                   | 28      |
| 2001 | The Billboard 200                 | 31      |
| 2001 | Highest Selling Australian Albums | 99      |